# Liste der Kulturgüter in Rances
Die Liste der Kulturgüter in Rances enthält alle Objekte in der Gemeinde Rances im Kanton Waadt, die gemäss der Haager Konvention zum Schutz von Kulturgut bei bewaffneten Konflikten, dem Bundesgesetz vom 20. Juni 2014 über den Schutz der Kulturgüter bei bewaffneten Konflikten sowie der Verordnung vom 29. Oktober 2014 über den Schutz der Kulturgüter bei bewaffneten Konflikten unter Schutz stehen.
Objekte der Kategorie A sind im Gemeindegebiet nicht ausgewiesen, Objekte der Kategorie B sind vollständig in der Liste enthalten, Objekte der Kategorie C fehlen zurzeit (Stand: 1. Januar 2023).

## Kulturgüter
| Foto |                                           | Objekt | Kat. | Typ | Standort        | Beschreibung |
| ---- | ----------------------------------------- | --- | ---- | --- | --------------- | ------------ |
| BW   | Datei hochladen · Wikidata zu (Q29891451) | Bon Château, Megalithgruppe mit neolithischen Schalensteinen / Bon Château, groupe de mégalithes à cupules néolithiques KGS-Nr.: 14727                                | B    | F   | 528160 / 179171 |              |
| BW   | Datei hochladen · Wikidata zu (Q29891454) | Champ Vully, bronzezeitliche Wohnstätte und hochmittelalterliche Nekropole / Champ Vully, habitat de l’époque du Bronze et nécropole du haut moyen âge KGS-Nr.: 14728 | B    | F   | 531320 / 180321 |              |
| BW   | Datei hochladen · Wikidata zu (Q29891458) | Vy des Buissons, Nekropole der Latènezeit / Vy des Buissons, nécropole de l’époque de La Tène KGS-Nr.: 14729                                                          | B    | F   | 530950 / 180121 |              |